# Im Netz (2013)
Im Netz ist ein Thriller von Isabel Kleefeld aus dem Jahr 2013.

## Handlung
Juliane Schubert ist eine erfolgreiche Unternehmensberaterin. Mitten in der Nacht wird ihre Wohnung jedoch von einem Spezialeinsatzkommando gestürmt, sie wird abgeführt wie eine Schwerverbrecherin. Wie ihr die Kommissare Theissen und Hinrichs erklären, wurden über Schuberts Kreditkarte Autos und Wohnungen angemietet, um einen Terroranschlag vorzubereiten. Schubert weiß von nichts und kann sich das nicht erklären.
Wie sich herausstellt, hat ein Unbekannter ihre Identität gestohlen. Deswegen darf Schubert kein Handy und Internet mehr benutzen, Telefon und E-Mail-Postfach werden überwacht, ihre Wohnung ist verwanzt, sie wird vom Verfassungsschutz beschattet und hat ein Trauma von der Nacht, in der sie von der Polizei aus dem Schlaf gerissen wurde. Auch für die Firma ist sie nicht mehr haltbar, trotz langjähriger Mitarbeit wird ihr gekündigt. Sie entschließt sich, den Täter auf eigene Faust zu finden und begibt sich damit in große Gefahr.

## Hintergrund

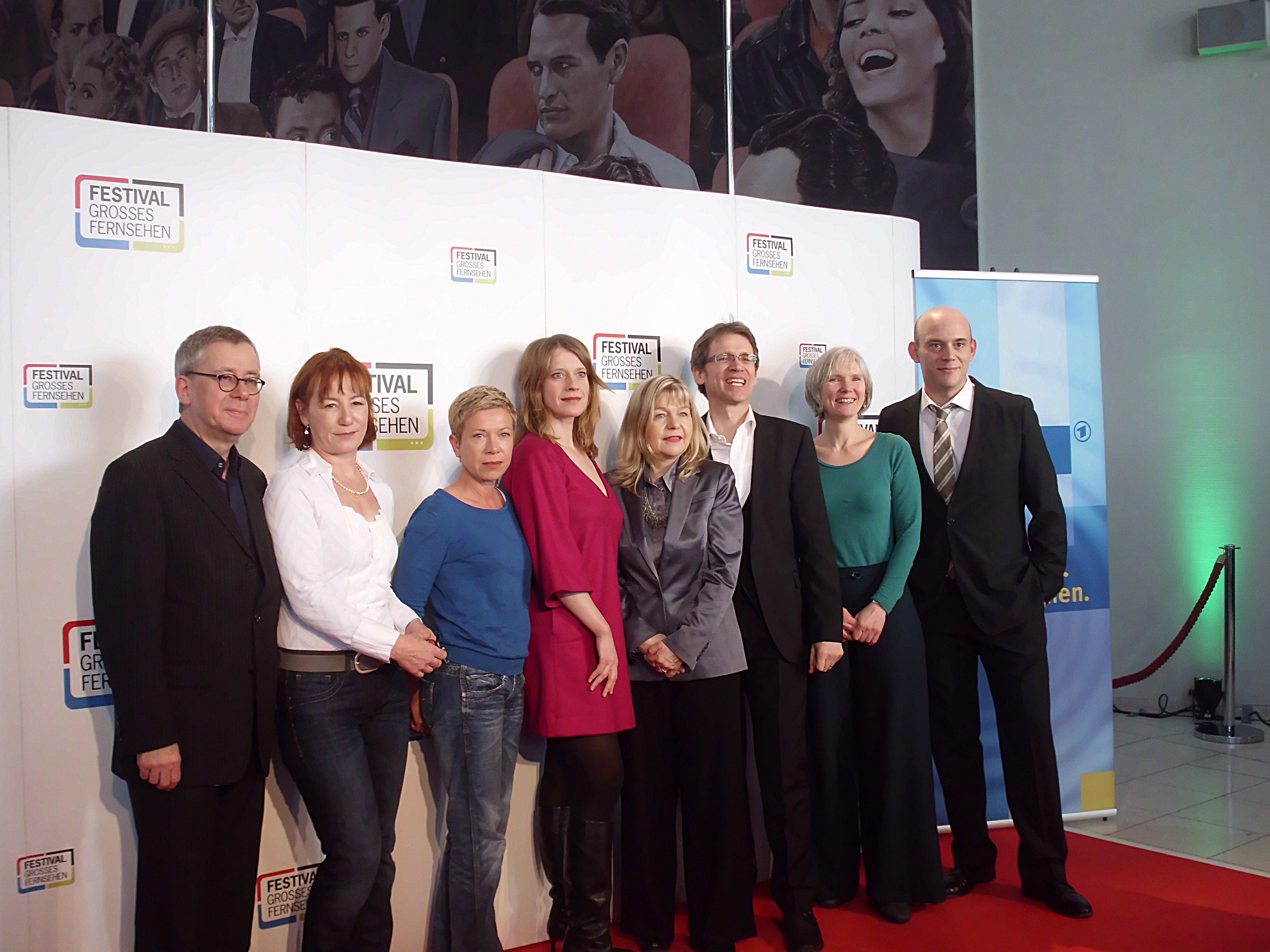
Team von „Im Netz“ beim Festival Großes Fernsehen (2013)

Im Netz wurde in Köln im Auftrag des WDR gedreht. Der Film hatte am 27. März 2013 in Deutschland seine Premiere im deutschen Fernsehen. Dafür veranstaltete Das Erste den „Themenabend Identitätsdiebstahl“, in dem im Anschluss an den Film die MDR-Dokumentation Im Netz: Die Spur der Datendiebe lief.

## Kritik
„Unterhaltsam dank vieler falscher Spuren und guter Nebenfiguren, u. a. Ulrike Krumbiegel als Kommissarin Sonja Theissen.“ Fazit: „Netter kleiner Paranoiakrimi.“

## Auszeichnungen
- 2013: Auszeichnungen der Deutschen Akademie für Fernsehen in den zwei Sektionen „Redaktion/Producing“ (für Barbara Buhl) und „Tongestaltung“ (für Jan Petzold & Gerald Cronauer)